# (33345) Nataliedessay
(33345) Nataliedessay est un astéroïde de la ceinture principale.

## Description
(33345) Nataliedessay est un astéroïde de la ceinture d'astéroïdes. Il fut découvert le 15 décembre 1998 à Caussols par l'ODAS. Il présente une orbite caractérisée par un demi-grand axe de 2,55 UA, une excentricité de 0,18 et une inclinaison de 5,2° par rapport à l'écliptique.

## Étymologie
Cet astéroïde est nommé en l'honneur de Natalie Dessay.